# 間取かける
間取 かける（まとりかける）は、バーチャルライバー、バーチャルアイドル、声優。キャラクターデザインはrucaco。主な活場所はYouTube
2Dアバターおよび3Dアバターを使用し、歌を主体とした生放送を配信している。

## 来歴
2021年
- 4月25日、twitter登録[3]
- 5月22日、Youtubeデビュー配信[4]
- 6月21日、YoutubeCH登録者1万人突破[5]
- 8月10日、PC・PS4向け和風MMORPG『鬼斬』の徳川家康役で声優デビュー[1]

2022年
- 11月6日、YoutubeCH登録者3万人突破[5]

2023年
- 4月7日、4月30日をもって活動終了を告知[6]

## 人物
歌の活動を広げるためにVTuberデビュー。

### 基礎情報
バーチャルシンガーとしてYoutubeに音楽投稿をしている。

### 趣味・嗜好
辛ラーメンが好きで、自己紹介にも毎回いれる念の入れようである。

### 芸風
感謝は特大感謝で伝える。

### 交友関係
グループの所属メンバーと仲良し。

## タイアップ
- 「鬼斬」，VTuberの間取かけるが徳川家康を演じるイベント開始[1]
- 【間取かける×ヴィレッジヴァンガード (書籍・雑貨店)】～コラボグッズ発売[10]
- 間取かける 1st 3DLIVE 『everLASTing』[11]
- 間取かけるさんデザインコラボ企画　間取かけるとおそろいマウンテンパーカー[12]
- アニメイト バーチャルYouTuber GuildCQ 間取かける アクリルキーホルダー

## 所属プロダクション
| GuildCQ        | GuildCQ | GuildCQ      | GuildCQ    | GuildCQ  | GuildCQ      | GuildCQ  |
| -------------- | ------- | ------------ | ---------- | -------- | ------------ | -------- |
| メンバーリスト | 1期生   | 伊冬ユナ     | 久遠たま   |          |              |          |
| メンバーリスト | 2期生   | 苓吃エムリィ | 間取かける | 真鹿るり | 薬袋アルマ   | 紅記えり |
| メンバーリスト | 3期生   | 有北リファ   | 有北リファ | 恵蛇なる | アリア・ダヴ | 勝七ちお |